# Будимир Нешић
Будимир Нешић (Сувојница, код Сурдулице, 10. април 1937 – Београд, 9. јул 1985) био је српски психолог и књижевник.

## Биографија
Био је четврто и последње дете у оца Стевана и мајке Санде Нешић. Основну школу завршио је у Сурдулици, а гимназију у Београду. Дипломирао је на Филозофском факултету у Београду на одсеку психологије 1967. године. Оженио се 1962.године Душанком (рођеном Алексић), васпитачем из Београда и добио сина и ћерку. Радио је у Центру за социјални рад у Земуну, а потом у Дому пионира Београд (данашњи Дечји културни центар).
Писао је књиге, сликовнице за децу, афоризме, сценарије за представе за децу, за телевизијску серију и документарни филм. Одговарао је на писма деце и родитеља у часописима „Кекец“, “Практична жена“, “Базар“ и „Свет“. Објављивао је стручне радове из области дечје психологије у часописима „Писма родитељима“, Мама“, “Илустрована Политика“, “Родитељ“, “Свет“. Припремио је низ дијафилмова из области дечје психологије. Многе његове песме су компоноване.
По књизи “Оловка пише срцем“ Атеље 212, је направило позоришну представу у режији Павла Минчића (улоге Рада Ђуричин и Павле Минчић) која је освојила низ награда на фестивалима широм Југославије. Премијера је била 17. новембра 1972. године а стота јубиларна представа 26. фебруара 1974. године. И књига „Поздрави неког“ је драматизована и извођена на позоришним сценама али и као радио драма (Академско позориште „Бранко Крсмановић“ / режија: Мирослав Беловић / 1972; Радио Београд / режија: Србољуб Божиновић / улоге: Цвијета Месић, Весна Пећанац, Предраг Ејдус, Предраг Мики Манојловић, Марина Којнбајер, Бранко Вујовић и Александар Берчек / 1972; Аматерско позориште „Јанко Веселиновић“ Богатић / режија: Миливоје Мартиновић / 1973;
Београдско драмско позориште / режија: Слободанка Алексић / улоге: Добрила Илић, Ирина Ковачевић, Милан Ерак, Иван Шебаљ, Раде Марјановић, Бранимир Зоговић, Лазар Ристовски / 1975; Народно позориште Зеница / режија: Слободанка Алексић / 1975; Драмски студио Дома омладине Крагујевац / режија: Бранислав Славковић / 1975; Аматерски КУД“ Бранко Радичевић“ Земун / режија: Борислав Балаћ / 1979; Дечји драмски студио Дома културе Апатин / режија: Душан Гладић / 2006 ; Дом ученика средњих школа Сомбор / режија: Богомир Ђорђевић / 2008; КУД Крушчић, Драмски студио Луча, Сивац / режија: Федор Попов / 2008).
Његове песме су компоновали Рајко Максимовић, Александар Кораћ, Дејан Петковић, Весна Вељковић и Живојин Жика Решћански, а изводили Хор колибри, Драган Лаковић, Дечји хор Радио Београда и многи други.
Са Весном Огњеновић аутор је сценарија за филм „Добра деца седе у соби без прозора“, који је 1972. године режирао Мирослав Јокић. За Образовни програм Радио телевизије Београд, са Весном Огњеновић, урадио је сценарио за телевизијску серију "Приче разредног старешине" коју је, 1973. године, режирао Раде Младеновић.

## Награде
- Змајева награда за поезију, 1955.
- Награда „Жижа Васић“ Друштва психолога Србије, за популаризацију модерне психологије, 1972.
- Плакета „Најбољима за рад са најмлађима“, 1980.

## Дела

### Књиге
- Поздрави неког (са Весном Огњеновић), Градина, Ниш, 1971;  86243079
- Оловка пише срцем (са Вањом Рупник), БИГЗ, Београд, 1972;  512054441
- Како расте памет, Слобода, Београд, 1974, илустрације Љубомир Кукољ;  1024017042
- Сврбећа брда, Слобода, Београд, 1975, илустрације Драгутин Њежић;  115927303
- Пионир сам тим се дичим, Народна књига, Београд, 1978, илустрације Радослав Зечевић;  55584524
- Кике и перунике, Глас, Београд, 1978, илустрације Лудвик Винцент Гадомски,  48005895

### Сликовнице за децу
- Бојице боје срцем: цвеће, поврће, воће, јужно воће, домаће животиње, дивље животиње (заједно са Сретеном Хркаловићем), низ сликовница, Ново дело, Београд, 1987, илустрације Милан Жерковић,
- Како се ја дружим: са дедом, са бабом, са татом, са мамом, са братом, са сестром (низ сликовница), Београд, 1983;
- Чаробна пирамида, Београд (недостаје година објављивања), илустрације Радослав Зечевић;